# Ivana Kindl
Ivana Kindl, född 18 januari 1978 i Požega, är en kroatisk sångerska.
Som barn deltog Kindl i flera amatörtävlingar i sång. Efter gymnasiet flyttade hon till Osijek för att studera juridik men avbröt studierna för att satsa på en karriär inom musiken. Hon flyttade till Zagreb 1999 och blev sångerska i musikgruppen Funky Town. Hon valde dock att satsa på en solokarriär och släppte sitt debutalbum Trenutak istine 2002.
Kindl har deltagit i den kroatiska uttagningen till Eurovision Song Contest tre gånger; Första gången var 2003 då hon framförde Ti mi daješ snagu i tävlingens andra semifinal, men kvalificerade sig inte vidare till final. Hon återkom till uttagningen 2004 och kom på 8:e plats i finalen med bidraget Strastvena žena. Hon deltog igen 2005 med bidraget Tvoja ljubav meni pripada men kvalificerade sig inte vidare till final.
2008-2009 deltog hon i den kroatiska versionen av det brittiska tv-programmet Singing with the stars.
Kindl har tilldelatsmusikpriset Porin tre gånger; 2011 för låten Utjeha, 2012 för låten Ljubav u meni ostaje och 2013 för låten Imagine.

## Diskografi
- Trenutak istine (2002)
- Moj svijet (2004)
- Osjećaj (2006)
- Gospel u Komediji (2008)
- Promjenjiva (2010)